# Borucice (województwo łódzkie)
Borucice – wieś w Polsce położona w województwie łódzkim, w powiecie łęczyckim, w gminie Grabów.
W latach 1975–1998 miejscowość administracyjnie należała do województwa konińskiego.
W 1888 w Borucicach urodził się Tadeusz Pruszkowski, prof. i rektor Akademii Sztuk Pięknych w Warszawie, artysta malarz, "odkrywca" Kazimierza nad Wisłą. Dwór – miejsce urodzin Pruszkowskiego – obecnie nie istnieje.
Prof. T. Nowak odrył, że pierwsze wzmianki o miejscowości pochodzące z 1385 r. związane są z jej pierwotną nazwą Sobiesławice. Od właściciela o imieniu Boruta i jego trzech synów – Boruciców – zaczęto nazywać miejscowość Borucicami – pierwsze zapisy znane od 1423 r. W XVI w. Boruccy występowali także pod pseudonimami Duk i Jeleń.